# Metuja
Metuja ist eine finnische Punk- und Rock-Band, die 1991 gegründet wurde.

## Geschichte
Die Band wurde 1991 gegründet, nachdem Kari Bondén aufgrund seines exzessiven Alkoholkonsums von der Gruppe Klamydia gefeuert wurde. 1992 erschien über Spinefarm Records mit …Viimeiset Kiusaukset die erste EP. Im selben Jahr schloss sich mit Laulut Loppuun Lauletaan das Debütalbum an. Nach der Veröffentlichung von ein paar Singles, begab sich die Gruppe 1997 in eine Pause. Erst 2008 meldete sich die Band mit dem Album Hulluus Aateloi über Violent Journey Records zurück. Das nächste Album wurde 2009 unter dem Namen Enimmäkseen Harmiton veröffentlicht.

## Stil
Mika Penttinen von imperiumi.net hörte in seiner Rezension zu Enimmäkseen Harmiton Gemeinsamkeiten zu den Ramones und Motörhead heraus. Ähnlich sah es Jani Ekblom von desibeli.net, der auf dem Album Punk im Stil der Ramones heraushörte.

## Diskografie
- 1992: …Viimeiset Kiusaukset (EP, Spinefarm Records)
- 1992: Laulut Loppuun Lauletaan (Album, Spinefarm Records)
- 1992: Ruusuja Raunioilla / En Saa Jäädä Odottamaan (Single, Spinefarm Records)
- 1992: Liehuva Liekinvarsi / Liian Monta Kertaa (Single, Spinefarm Records)
- 2007: Viimeinen Kierros (Single, Eigenveröffentlichung)
- 2008: Hulluus Aateloi (Album, Violent Journey Records)
- 2009: Enimmäkseen Harmiton (Album, Violent Journey Records)